# Фенестреле
Фенестреле (итал. Fenestrelle) је насеље у Италији у округу Торино, региону Пијемонт.
Према процени из 2011. у насељу је живело 317 становника. Насеље се налази на надморској висини од 1152 м.

## Становништво
Према резултатима пописа становништва 2011. у општини је живело 553 становника.
| 1936. | 1951. | 1961. | 1971. | 1981. | 1991. | 2001. | 2011. |
| ----- | ----- | ----- | ----- | ----- | ----- | ----- | ----- |
| 1.426 | 1.198 | 1.138 | 1.049 | 809   | 678   | 615   | 553   |